# 사우디 방송 당국

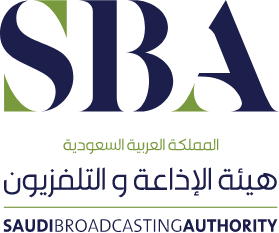
사우디 방송 당국 로고

사우디 방송 당국(Saudi Broadcasting Authority, التلفزيون السعودي)는 1962년 설치된 사우디아라비아의 미디어(라디오 & 텔레비전) 정부 기관이다.

## 텔레비전 채널
현재 운영
- 알 사우디야 / Al Saudiya TV, قناة السعودية - 종합[1] 채널[2]
- 알 에크바리야 / Al Ekhbariya, القناة الإخبارية - 뉴스 및 위성 채널
- 알 리바디야 / Al Rivadiya, القنوات الرياضية - 스포츠 전문 채널
- SBC, قناة إس بي سي - 엔터테인먼트, 스포츠, 예능 분야 채널
- 꾸란 TV / Quran TV, قناة القرآن الكريم - 마스지드 알하람 성지, 24시간 스트리밍 채널
- 순나 TV / Sunnah TV, قناة السنة النبوية - 예언자의 모스크 성지, 24시간 스트리밍 채널

과거
- 사우디 채널 2 / Saudi Channel 2, القناة الثانية السعودية - 영어 전용 채널[3]
- 문화 채널 / Cultural Channel, القناة الثقافية - 문화, 다큐멘터리 전문 채널[4]
- 아지람 채널 /  Ajyal TV, قناة أجيال - 어린이 전문 채널[5]

## 라디오 채널
- AKA 사우디 리야드 라디오 (إذاعة الرياض)
- AKA 사우디 제다 라디오 (إذاعة جدة)
- 사우디아 라디오 (راديو السعودية)
- 국제 프로그램 (الإذاعات الدولية السعودية)
- 홀리 꾸란 라디오 (إذاعة القرآن الكريم)
- Nedaa Al-Islam Radio (إذاعة نداء الإسلام)
- 군사 라디오 (إذاعة الجيش السعودي)